# Isaac Camacho
Isaac Camacho Torrico (1933 - 1967) dirigente mineiro e militante trotskista boliviano 

## Origem
Isaac Camacho nasceu na cidade minera de Llallagua, no seio de uma família dedicada ao comércio de chicha. Nos centros mineiros, o lugar de venda desta bebida tradicional é cenário das conversas e de outras atividades sociais. Sua mãe habitava uma casa em Chaqui-Mayu (Río Seco), um riacho que separa a mina Siglo XX de Llallagua, próximo à estação ferroviária.  Desde seus primeiros anos esteve familiarizado com a exploração sobre os mineiros e demais habitantes empobrecidos da cidade, com a vida cheia de riscos e por causa disso com as periódicas explosões de rebelião dos mineiros, isto definiu e marcou a ferro e fogo o curso de sua vida.
Tendo vindo ao mundo num meio operário, que transcorreu como uma tragédia acabou retornando a ele como feitiço, não podendo escapar, abandonou tudo para viver e morrer como operário. Personificou o mineiro como epopeia .  Seus pais, que dispunham de algum dinheiro, estavam empenhados em que Issac se mudasse para uma grande cidade, estudasse, tivesse uma profissão e se afastasse para sempre das minas. Para certas camadas da classe media ser um mineiro – khoyaruna – é uma maldição . Sua mãe, depois de um rude e persistente trabalho, conseguiu acumular algumas economias. É uma tradição que as libras esterlinas que os funcionários do interior da mina economizavam nos períodos prósperos iam parar irremediavelmente nas chicherias. Entre a ampla camada de comerciantes, os que negociam a folha de coca (chamados cocanis) e a chicha são os que conseguem ganhar mais e logo passam a se dedicar ao transporte ou a usura, que dá suculentos dividendos nos centros urbanos ativos e que não contam com serviços bancários. Seus filhos são enviados às cidades maiores para estudar em colégios particulares e, às vezes, na universidade. Pagar pela educação de um varão é considerado como traço de distinção social. Isaac Camacho saiu da escola em sua cidade diretamente para o Instituto Americano de La Paz, colégio que gozava de fama entre a classe media mais abastada. Na urbe paceña praticou esportes, ganhou amigos, estudou sem muito êxito e rapidamente foi ganho pela boemia. Durante as férias voltada para sua cidade todo engomadinho, bem vestido, com dinheiro nos bolsos e buscando brilhar entre seus atônitos amigos, o que, de certa maneira, não desgostava a sua pequena, triste e severa mãe .  Neste aspecto era o contrario de seu futuro camarada Cesar Lora, que levou uma vida de uma simplicidade incrível. Sem duvida, Isaac Camacho tinha suficiente valor para se virar na miséria e em situações incomodas como demonstrou na clandestinidade e em várias ocasiões que ficou desempregado. 
Durante os últimos anos de sua estadia em La Paz habitava uma barraco em um beco ao lado da popular e movimentada avenida Buenos Aires, uma artéria importante, cheia de gente. Não era um bairro operário, mas sim, onde predomina o lumpen. Neste ambiente turbes de faladores e aventureiros, tomou contato com as ideias trotskistas. Muitos ex-operários, desempregados que perambulavam pelas cantinas e estudantes vindos de fora, são os elos condutores que levam algumas das manifestações do movimento revolucionário a esse submundo. O jovem provinciano, elegante e gastador, foi vencido pelo álcool. A cada viagem a Llallagua subtraia dinheiro e jóias de sua envelhecida mãe que eram rapidamente trasladados para as sujas e obscuras cantinas. Perambulava pela zona alta de La Paz junto ao filho de um famoso músico e boêmio paceño, que em versos e notas cantou ao Illimani.

## Aproximação do POR
Foi neste período de sua vida que conheceu o Partido Obrero Revolucionario, quando, em um de seus momentos de lucidez, tomou contato com o Partido através de seu amigo de boemia, que mantinha relações através de um dirigente sindical mineiro. 
Seu primeiro contacto com o POR foi fugaz. Lia a propaganda, assistia algumas palestras, sua atitude mais atrevida consistiu em juntar-se a um grupo de vendedores do jornal Masas nas ruas, tarefa que oferecia muitos riscos porque tinham que afrontar a polícia e os adversários políticos. Isaac Camacho deu provas, desde o primeiro momento, de sua grande valentia, estava sempre disposto a afrontar grandes e pequenos riscos. Um belo dia simplesmente desapareceu durante vários meses.

## Sua militância
Inesperadamente o Comitê Regional do POR de Siglo XX informou que um tal de Isaac Camacho havia se aproximado dos camaradas das minas, invocando o antecedente de seus contatos com o Partido em La Paz. A direção nacional relatou todos os aspectos negativos que haviam observado, sublinhando suas debilidades e pondo em guarda o Comitê Regional. Camacho fez uma profunda e silenciosa autocrítica de sua vida, resolveu reencontrar-se consigo mesmo, dar novo rumo a sua existência. Não lhe faltava coragem nem vontade para imprimir um giro de 180 graus a seu modo de viver. Resolveu trabalhar na Empresa Minera Catavi para precisamente trabalhar no interior da mina, a fim de se soldar com a classe operária e tomar a serio sua militância política, porque sabia que só assim seria um verdadeiro revolucionário, um operário consciente. O POR realizou sistemática campanha no sentido de que o secretario-geral e outros altos dirigentes do sindicato deviam ser operários do interior da mina e não funcionários administrativos. Diretamente, e a pedido seu, Camacho foi incorporado à perigosa seção Block Caving. É indiscutível que com tanta vantagem poderia se beneficiar pessoalmente com um cargo de funcionário administrativo e assim iniciar a carreira de arrivista na burocracia, mas rechaçou conscientemente tudo isso. 
Em Camacho o programa revolucionário e a militância política operaram milagres, o que prova que calaram muito fundo: foi definitivamente arrancado da bebida e todas suas energias, toda sua vida, se orientaram intensamente ao trabalho político e a revolução. Vendo-o maduro em todo sentido já era outro homem; era impossível reconhecer nele o estudante fracassado. Este novo Camacho, produto de Siglo XX e não de La Paz, é o militante exemplar do POR. Podemos dizer que atuou poderosamente no meio operário, anulando todo o que estava a ponto de destruir a pequena-burguesia urbana paceña. 
Entre Isaac Camacho e Cesar Lora foi cultivada uma estreitíssima amizade e cooperação, não somente chegaram a ser camaradas inseparáveis, mas irmãos. Ambos encontraram um novo lar e uma nova família no Partido Obrero Revolucionario. Vimos Isaac Camacho seguir e apontar leal e abnegadamente os projetos de criar cooperativas mineiras com os trabalhadores que foram despedidos
Distinguiu-se também por sua grande capacidade para aglutinar a simpatizantes e militantes ao seu redor, por sua paciência em organizar e ensinar os princípios do marxismo e do programa partidário. Era um magnífico ativista e organizador. Atendia, entre outras, as células de militantes do bairro de Miraflores em La Paz e das minas em Uncía; várias vezes na semana realizava longas caminhadas para impulsioná-las. Na sua seção no interior da mina, predominavam os que tinham vindo do campo e eram analfabetos, reunia-os nos momentos de descanso para ler e explicar, muitas vezes em quéchua, os artigos fundamentais do jornal Masas, que considerava um instrumento indispensável para a atividade política cotidiana. 
Em seu trabalho se percebe o afã de esgotar todas as tarefas, sem deixá-las para amanhã; havia chegado a mesma conclusão a que chegam todos os que têm que expor breve e simplesmente os objetivos e métodos de luta poristas: dominar a com perfeição a teoria e os princípios políticos marxistas para poder simplificá-los. Era uma espécie de arquivista das publicações partidárias, sempre ameaçadas de desaparecer como conseqüência da perseguição policial ou dos das situações inconvenientes que um militante suporta em sua vida. Ele cuidadosamente classificava e encadernava essas publicações formando uma verdadeiramente biblioteca marxista, que servia a todos os membros do Comitê Regional de Llallagua. 
Neste sentido mostrava ordem e cuidado, fatores que equilibraram a desordem tremenda observada em Cesar Lora sempre que precisava manusear papel. Essa paixão pelas folhas impressas, pelos livros, Camacho não trouxe do colégio, mas a adquiriu no Partido.  Em meados de 1965, desencadeada a repressão pelo regime de René Barrientos Ortuño, e a demissão maciça dos sindicalistas da Corporación Minera de Bolivia (COMIBOL), tanto Isaac Camacho como César Lora, tentando burlar a repressão rumaram para a cidade de Sucre, ficando clandestinos lá por um tempo, até que em 26 de julho, ao constatar que os agentes do Departamento de Investigação Criminal (D.I.C.) estavam em seu encalço, decidiram retornar a Siglo XX, com o propósito de organizar os sindicatos clandestinos no interior da mina. 
Camacho acompanhou Cesar Lora em todas as lutas sindicais e políticas, nas grandes greves e estiveram juntos a no momento do assassinato de Cesar. Testemunha do homicídio premeditado, foi ele próprio condenado à morte, pagou assim sua fidelidade ao trotskismo e a esse alto preço emergiu como militante revolucionário modelo. Quando Cesar Lora foi assassinado a 19 de julho 1965 (e o Partido Obrero Revolucionario perdia seu líder operário mais qualificado), Isaac Camacho sabia que sua missão imediata consistia em preencher o vazio deixado por seu grande amigo, tanto na atividade partidária como sindical, e é então, numa situação tão difícil, que faz os maiores esforços para se superar e tomar com toda responsabilidade o papel de dirigente político e sindical.
Isaac Camacho no enterro de Cesar Lora estava dirigindo a imponente e barulhenta multidão que ganhou as ruas de Siglo XX e Llallagua, desafiando as metralhadoras para exteriorizar seu repudio aos generais assassinos. Falou para uma adulterada Praça de Llallagua, quase as portas do posto policial, não para dizer adeus ao camarada ou para soluçar de dor, mas para fixar com claridade e energia o caminho que faltava percorrer, o caminho que faltava a ele percorrer ao encontro de seu próprio sacrifício. Se Cesar Lora caiu assassinado traiçoeiramente era necessário lutar para vingá-lo, sem medo algum da morte. Nesse imponente marco humano, em que todos estavam com os nervos tensos, Isaac Camacho se incorporou do seio do mar de capacetes com lanternas e cinturões de dinamite (as consignas das Teses de Pulacayo pareciam materializadas).

## Desaparecimento
A partir dai Isaac Camacho  recorreu aos caminhos obscuros da vida clandestina. Movia-se freqüentemente para Siglo XX com o objetivo de realizar assembleias no interior da mina, colocando-se a cabeça dos explorados toda vez que a burocracia da Federação Sindical de Trabalhadores Mineiros da Bolívia (FSTMB), por medo, buscava a reconciliação com os massacradores. No meio da batalha, nas vésperas do massacre de San Juan, os mineiros reunidos nos corredores das minas, o nomearam Secretario de Relações Sindicais da Federação, mostrando desta maneira que para eles o dirigente porista era o autêntico dirigente operário, o herdeiro de Cesar Lora.
Em setembro de 1965 foi preso na periferia de Llallagua, na casa de um camarada, para ser conduzido a Alto Madidi e logo após encerrado na prisão de San Pedro da cidade de La Paz. Desde a prisão apoiava, dirigia e defendia os mineiros. Escreveu uma emocionante carta aos mineiros potosinos pela ajuda financeira prestada a os parentes da matança de “Siglo XX” de setembro. Na prisão conheceu a cálida e sincera adesão dos operários de base. Sobreviveu ao massacre de San Juan , mas por pouco tempo. Em primeiro de agosto de 1967 o jornal Presencia publicou uma pequena nota anunciando sua nova prisão. Ante os protestos e reclamações, o ministro do Interior e agente da CIA  Antonio Arguedas afirmou que em 9 de agosto de 1967 que fora embarcado à Argentina, o que depois se comprovou uma mentira com a finalidade de desorientar a quem exigia sua libertação, mas na verdade o diário Presencia de 14 de julho de 1971 assinala que Miguel Manchemberg, agente de inteligência do Ministério do Interior, o assassinou no carcere da rua Pazos Kanqui em La Paz. 
Detido no distrito de Siglo XX foi enviado a Oruro, onde foi interrogado pelas autoridades militares e logo em seguida levado a cidade de La Paz. Alguns prisioneiros políticos indicaram que o viram preso na seccional policial de Pura-Pura. Houve um telegrama do vice-governador de Uncía para os serviços de inteligência denunciando que o arsenal de armas do POR fora enterrado por Camacho e que por isso foi submetido a seções de tortura. Não resistindo veio a falecer entre a data de sua prisão e o dia 9 de agosto. Isaac Camacho desapareceu para sempre, não houve enterro, não houve discursos em sua memória, mas ingressou legitimamente no coração e a mente dos explorados e dos revolucionários . 